# Élisabeth-Charlotte d'Estrades
Élisabeth-Charlotte Huguet de Sémonville, grevinnan d'Estrades, född 1715, död 1784, var en fransk hovfunktionär. 
Hon var dotter till François Huguet de Sémonville och Elisabeth le Vasseur de Cognée och gifte sig 1732 med greve Charles d'Estrades (1709–1743). Hennes familj tillhörde ämbetsadeln och hennes farfar hade varit kungens sekreterare och betjänt. 
Hennes make avled 1743 och hon levde under små ekonomiska omständigheter. Hennes make var kusin till Madame de Pompadours make, och år 1745 fick hon av sin familj därför uppgiften att delta i hovpresentationen av Pompadour tillsammans med prinsessan de Conti. Hon anställdes 1749 som hovdam (Dame de compagnie) hos Adélaïde av Frankrike. Som medlem av adeln spelade hon på kungens uppdrag en viktig roll att installera Pompadour vid hovet. d'Estrades uppträdde formellt som Pompadours anhängare och var känd för den roll hon spelade som sådan vid hovet, där hon ingick i den krets runt Pompadour som drog nytta av dennas ställning. I praktiken ska hon först ha försökt ersätta henne som mätress. 
År 1752 deltog hon tillsammans med sin älskare Marc-Pierre de Voyer de Paulmy d'Argenson i en intrig med målet att förvisa Pompadour från hovet genom att ersätta henne med Charlotte Rosalie de Choiseul-Beaupré. Hon förvisades från hovet 1755; hon befann sig på ett besök i Paris då hon mottog sitt förvisningsbrev. 
Hon levde sedan med d'Argenson på hans slott Château des Ormes till hans död 1764. Hon gifte sedan om sig med den tjugo år yngre greven Nicolas Maximilien Séguier de Saint-Brisson, comte de Saint-Brisson. 